# Opel 21/55 PS
La 21/55 PS era un'autovettura di lusso prodotta dalla Casa automobilistica tedesca Opel dal 1919 al 1924.

## Profilo e storia
La 21/55 PS fu lanciata come erede della 18/50 PS, prima Opel con motore a 6 cilindri. La Prima guerra mondiale vide la Casa tedesca impegnata nella produzione di autocarri e motori aeronautici, e solo in misura molto ridotta di automobili, perciò alcuni modelli dovettero aspettare la fine del conflitto prima di riprendere il testimone di un modello uscito di produzione.
La 21/55 PS era una vettura disponibile in due varianti di carrozzeria: la classica limousine, configurazione tipica delle auto di lusso, ed una grossa torpedo a 6 o 7 posti. Anche le dimensioni erano considerevoli in entrambi i casi: la 21/55 PS raggiungeva una lunghezza massima di ben 5,3 m.
La 21/55 PS era equipaggiata da un motore a 6 cilindri in linea della cilindrata di 5646 cm³, sensibilmente minore rispetto al 6.5 litri montato sulla precedente 25/55 PS. In compenso, però, la potenza massima rimase quasi invariata ed era di 60 CV a 1500 giri/min. Come in precedenza, la distribuzione era a valvole laterali.
La trasmissione era ad albero cardanico con due giunti, frizione a cono e cambio a 4 marce.
Il telaio era a longheroni e traverse in acciaio, con sospensioni ad assale rigido e balestre semiellittiche. Il freno era a nastro ed agiva sul cambio.
La velocità massima era di 85 km/h.
La 21/55 PS fu tolta di produzione alla fine del 1924: la sua erede diretta fu la Regent, che sarebbe stata lanciata, però, solo oltre tre anni dopo, all'inizio del 1928.